# Cuviera talbotii
Cuviera talbotii är en måreväxtart som först beskrevs av Herbert Fuller Wernham, och fick sitt nu gällande namn av Bernard Verdcourt. Cuviera talbotii ingår i släktet Cuviera och familjen måreväxter. IUCN kategoriserar arten globalt som sårbar. Inga underarter finns listade i Catalogue of Life.